# Nueva Bolivia
Nueva Bolivia é uma cidade venezuelana, capital do município de Tulio Febres Cordero.